# Hans Müllenbrock
Hans Müllenbrock (* 13. Januar 1908 in Friedenau; † 13. Februar 1998 in Walheim) war ein preußischer Landrat. 

## Leben
Müllenbrock wurde als Sohn eines Sparkassendirektors geboren und besuchte das Gymnasium in Berlin-Friedenau. Während seines Studiums der Rechtswissenschaften in Berlin und Göttingen wurde Müllenbrock 1926 Mitglied der Berliner Burschenschaft Gothia. Zum 1. April 1930 trat er der NSDAP bei (Mitgliedsnummer 234.445).
Nach seinem Studium wurde er 1930 Gerichtsreferendar in Bärnwalde/Neumark, 1934 Gerichtsassessor und Vertreter des Landrats in Hirschberg im Riesengebirge, 1935 Regierungsassessor und Vertreter des Landrats in Stolp. 1936 war er Verkehrsdezernent des Polizeipräsidenten in Mönchengladbach, bevor er 1937 Kommunalreferent beim Oberpräsidenten in Hannover wurde. 1939 nahm er am Zweiten Weltkrieg als Leutnant der Reserve bei einem Artillerieregiment in Holland, Belgien und Frankreich teil; 1940 wurde er in Cherbourg schwer verwundet. 
1940 wurde er erst vertretungsweise, dann kommissarisch zum Landrat in Sangerhausen ernannt. Am 1. März 1942 übernahm er als bisheriger Regierungsrat endgültig als Nachfolger von Hermann Riediger diese Funktion im preußischen Landkreis Sangerhausen. Er blieb bis 1945 im Amt. 
Nach dem Zweiten Weltkrieg lebte er in Berlin-Friedenau, wo er als stellvertretender Leiter der Schiedsstelle für Zuzugsangelegenheiten beim Senator für Inneres in Berlin tätig war. 1973 wurde er pensioniert.